# Phlox tenuifolia
Phlox tenuifolia är en blågullsväxtart som beskrevs av Erich Nelson. Phlox tenuifolia ingår i släktet floxar, och familjen blågullsväxter. Inga underarter finns listade i Catalogue of Life.